# Papyrus Louvre E 32847
Der Papyrus Louvre E 32847 ist ein medizinischer Papyrus aus der Ramessidenzeit. Der Autor des Papyrus war Arzt und beschreibt medizinische Praktiken aus eigener Erfahrung. Hierbei wird die ägyptische Götterwelt in Behandlungsmaßnahmen u. a. botanischer Art und in Form magischer Formeln einbezogen. Der Text ist in hieratischer Schrift verfasst.

## Beschreibung
Der Papyrus hat eine Höhe von 25 cm und eine Länge von 6,5 m (in jeweils 7 Glasplatten mit einer Länge von 1,25 m eingefasst) und ist mit schwarz-roter hieratischer Schrift beschrieben.

## Inhalt
- 1. Buch: klinische Symptome, medikamentöse Maßnahmen
- 2. Buch: Verknüpfung von Botanik und Religion
- 3. Buch: benigne und maligne Tumoren
- 4. Buch: Einbalsamierung
- 5. Buch: medikamentöse Behandlungsmaßnahmen, insbesondere für die Augen

## Herkunft
Georges Kijewski kaufte den Papyrus vor dem 20. Dezember 1953 von Ibrahim Behjat und verkaufte ihn 1970. Der Papyrus wurde 2005 erneut zum Kauf angeboten und vom französischen Staat erworben. Heute befindet er sich im Louvre in der Abteilung für ägyptische Antiquitäten, wird jedoch aktuell nicht öffentlich ausgestellt (Stand Februar 2025).